# Eurytoma australiensis
Eurytoma australiensis är en stekelart som beskrevs av William Harris Ashmead 1900. Eurytoma australiensis ingår i släktet Eurytoma och familjen kragglanssteklar. Inga underarter finns listade i Catalogue of Life.